# Roger Edwin Rojas Ulo
Roger Edwin Rojas Ulo es un economista boliviano que, desde noviembre de 2020, es presidente del Banco Central de Bolivia (Banco Central de Bolivia – BCB).
Rojas estudió economía en Torcuato Di Tella en Buenos Aires , y tiene una maestría en economía y políticas públicas y un doctorado en ciencias del desarrollo de la Universidad Mayor de San Andrés en Bolivia.
Fue viceministro en el Ministerio de Hacienda de Bolivia de 2008 a 2015, y fue director del Banco de Desarrollo Productivo de 2016 a 2017. De 2017 a 2020, fue asesor y asesor principal en el Directorio del Fondo Monetario Internacional. 
El 12 de noviembre de 2020 fue nombrado Presidente del Banco Central de Bolivia.  